# 陈昱霖
陈昱霖（1988年8月10日—），本名陈梦琳，曾用艺名奈儿，中国大陆流行音乐女歌手、影视演员。她出生于湖北荆门，早年侧重于音乐事业，先后参加《星光大道》、《快乐女声》等选秀节目。2011年后，工作重心由音乐转向影视。2018年9月，自爆是中国大陆知名、已婚男演员吳秀波的情人。后被吳秀波提告，11月從國外回北京時在機場被公安拘捕，因涉嫌敲詐勒索罪被關押在北京朝陽看守所，已于2021年2月被判处缓刑后释放。

## 经历
陈昱霖出生于湖北省荆门市，她的父親駕駛長途汽車，母親是車上售票員。2006年从荆门市东宝中学毕业，并以优异的成绩考入武汉音乐学院。同年，参加中国中央电视台节目《星光大道》以及《国庆七天乐》，进入公众视野。之后，推出首支个人原创单曲《幻》。
2007年，陈昱霖参加湖北卫视歌唱选秀节目《极限高歌》，是该季节目中年龄最小的选手。她在全国总决赛“9进8”对决中淘汰，随后凭借短信支持率以及网络人气进入复活赛，但因未能挑战成功而无缘六强。同年，她还参加了“中国星”第四届全国流行音乐大赛，最终夺得铜奖。2009年5月，陈昱霖与谷微组成Princess组合，参加湖南卫视歌唱选秀节目《快乐女声》长沙唱区比赛。然而该组合成立不久便解散，谷微继续留在长沙唱区参赛，陈昱霖则是参加武汉唱区的比赛，入围武汉唱区50强。
2011年3月，陈昱霖使用艺名“奈儿”发行首张个人EP《酸酸萝莉》，共收录《亲爱的你在和谁约会》、《狮子座的我们》两首歌曲。5月30日，她在YY直播平台举办首次网上歌友会，并献唱代表作《亲爱的你在和谁约会》。6月1日前，她曾向台湾歌手周杰伦邀歌，但遭到拒绝。同年下半年，陈昱霖进军影视圈，出演首部电视剧作品《我在回忆里等你》，在剧中饰演“张小樱”一角。
2013年5月，陈昱霖与朱梓骁、趙麗穎以及美籍韩星金起范领衔主演古装轻喜剧《吉祥天宝》，这是她首次在影视剧中担任主演。翌年，与柳小海、包文婧、张天爱等人出演网络情景喜剧《怪咖啡》。2016年6月6日，她参演的古装轻喜剧《吉祥天宝》在腾讯视频独家开播，首周播放量超过一亿。2017年1月7日，动画电影《猪猪侠之英雄猪少年》上映，陈昱霖担任“广播员”一角的配音演员。

## 音乐作品
| 发行时间 | 歌曲名称               | 所属专辑     | 语言 | 备注                                                                          |
| -------- | ---------------------- | ------------ | ---- | ----------------------------------------------------------------------------- |
| 2006年   | 《幻》                 | 不详         | 国语 | 由陈昱霖本人原创，亦是Princess组合（陈昱霖&谷微）在《2009快乐女声》的参赛曲目 |
| 2011年   | 《亲爱的你在和谁约会》 | 《酸酸萝莉》 | 国语 | 由音乐人赵真创作                                                              |
| 2011年   | 《狮子座的我们》       | 《酸酸萝莉》 | 国语 | 陈昱霖作词，为纪念其好友王贝而创作                                            |

## 影视作品

### 连续剧
| 年份   | 名称               | 类型   | 角色   | 合作演员                                               |
| ------ | ------------------ | ------ | ------ | ------------------------------------------------------ |
| 2011年 | 《我在回忆里等你》 | 电视剧 | 张小樱 | 谢霆锋、张卫健、吴秀波、海清、李光洁、林永健、韩雨芹等 |
| 2014年 | 《怪咖啡》         | 网络剧 | 启画   | 柳小海、包文婧、张天爱、海清、黄海波、张歆艺等         |
| 2016年 | 《吉祥天宝》       | 网络剧 | 孟小蝶 | 金起范、朱梓骁、趙麗穎等                               |

### 配音
| 年份   | 名称                   | 类型     | 角色   | 合作演员                         |
| ------ | ---------------------- | -------- | ------ | -------------------------------- |
| 2017年 | 《猪猪侠之英雄猪少年》 | 动画电影 | 广播员 | 易烊千玺、陈志荣、陈轶、张子琨等 |

### 电视节目
| 年份   | 頻道/平台 | 節目名稱         | 備註                 |
| ------ | --------- | ---------------- | -------------------- |
| 2006年 | CCTV      | 《星光大道》     | 中國大陸歌唱選秀節目 |
| 2006年 | CCTV      | 《国庆七天乐》   | 中国大陆综艺节目     |
| 2007年 | 湖北衛視  | 《极限高歌》     | 中國大陸歌唱选秀節目 |
| 2009年 | 湖南卫视  | 《2009快乐女声》 | 中国大陆歌唱选秀节目 |

## 争议事件

### 吳秀波與陳昱霖事件
2018年9月，30歲的陳昱霖爆出與50歲的已婚內地藝人吳秀波有一段長達7年的地下情，更指吳除她之外還有其他情婦。事件之後發展成刑事案件，同年11月5日，陳昱霖從外國回北京時在機場被警方逮捕關押，吳秀波亦遭到全面封殺。2021年1月，朝陽區人民法院判處陳昱霖勒索罪成，判有期徒刑三年，緩刑三年，並處罰金人民幣十萬元。同時，因婚外情醜聞成為「失德藝人」的吳秀波退出演員圈。